# جابه‌جا (فیلم)
جابه‌جا فیلمی کمدی به کارگردانی علی توکل‌نیا است. در این فیلم اکبر عبدی، افسانه چهره آزاد، آرش تاج تهرانی، مهران غفوریان و حمید لولایی ایفای نقش کرده‌اند.

## خلاصه داستان
داستان فردی را روایت می‌کند که به اشتباه با یک فرمانده جنگ جابجا گرفته می‌شود و باعث به وجود آمدن اتفاقاتی در زندگی‌اش می‌شود.

## بازیگران
| بازیگر            | نقش         | توضیحات       |
| ----------------- | ----------- | ------------- |
| اکبر عبدی         | علی آقا     |               |
| افسانه چهره آزاد  | هاجر        | همسر علی      |
| مهران غفوریان     | فرامرز      | همکار علی     |
| جواد عزتی         | احسان       | خواستگار مریم |
| مهران رجبی        | آقای منصوری | پدر احسان     |
| سمانه پاکدل       | مریم        | دختر علی      |
| شیوا خسرومهر      | خانم منصوری | مادر احسان    |
| گیتی قاسمی        | مامانی      | مادربزرگ      |
| حمید لولایی       |             | رئیس کارخانه  |
| المیرا عبدی       | مرضیه       | دختر علی      |
| ناصر گیتی جاه     |             |               |
| آرش تاج           |             |               |
| مهدی صباغی        |             |               |
| دانیال مرادی      | غلام        |               |
| محمد افشار        |             |               |
| پریسا رضایی       |             |               |
| پیمان یونسی سینکی |             |               |